# Anytime Woman
『Anytime Woman』（エニタイム・ウーマン）は、矢沢永吉のスタジオ・アルバム。
本項では、アルバムに先駆けて発売された同タイトルのシングルについても触れる。

## シングル

### Anytime Woman

#### 解説
1992年6月3日に発売された、31枚目のシングル。
前作『BIG BEAT』から約半年ぶりのシングル。

#### 収録曲
全作曲：矢沢永吉
1. Anytime Woman
  - 作詞：松本隆
楽曲はキャロル時代から存在。キャロルの解散ライブでも矢沢が独自の英詞を付け歌っていた。英語バージョン「Anytime Woman -English Version-」が同年6月17日にシングル発売。
2. Sail Away
  - 作詞：西岡恭蔵

### Anytime Woman -English Version-

#### 解説
1992年6月17日に発売された、32枚目のシングル。
表題曲は、前作『Anytime Woman』の英語バージョン。

#### 収録曲
全作曲：矢沢永吉
1. Anytime Woman -English Version-
  - 作詞：ジョン・マクフィー
2. アンジェリーナ
  - 作詞：松本隆

## アルバム
1992年6月24日に発売された、20作目のスタジオ・アルバム。

### 解説
本作は、ザック・スターキーが参加。レコーディングはロンドンとロサンゼルスにて敢行。17年ぶりに松本隆が矢沢に作詞を提供した。

### 収録曲
| 全作詞: 松本隆（※M-4，作詞: 大津あきら）、全作曲: 矢沢永吉。 |                        |                                   |            |      |
| #                                                            | タイトル               | 作詞                              | 作曲・編曲 | 時間 |
| 1.                                                           | 「Anytime Woman」      | 松本隆（※M-4，作詞: 大津あきら ） | 矢沢永吉   | 4:41 |
| 2.                                                           | 「長い黒髪」           | 松本隆（※M-4，作詞: 大津あきら ） | 矢沢永吉   | 4:09 |
| 3.                                                           | 「アンジェリーナ」     | 松本隆（※M-4，作詞: 大津あきら ） | 矢沢永吉   | 3:57 |
| 4.                                                           | 「切り札を探せ」(※)    | 松本隆（※M-4，作詞: 大津あきら ） | 矢沢永吉   | 3:21 |
| 5.                                                           | 「銀のネックレス」     | 松本隆（※M-4，作詞: 大津あきら ） | 矢沢永吉   | 4:14 |
| 6.                                                           | 「流星（ながれぼし）」 | 松本隆（※M-4，作詞: 大津あきら ） | 矢沢永吉   | 4:17 |
| 7.                                                           | 「ため息」             | 松本隆（※M-4，作詞: 大津あきら ） | 矢沢永吉   | 3:54 |
| 8.                                                           | 「ホテル・マムーニア」 | 松本隆（※M-4，作詞: 大津あきら ） | 矢沢永吉   | 4:42 |
| 9.                                                           | 「優しいコヨーテ」     | 松本隆（※M-4，作詞: 大津あきら ） | 矢沢永吉   | 4:04 |
| 10.                                                          | 「裸身」               | 松本隆（※M-4，作詞: 大津あきら ） | 矢沢永吉   | 4:32 |
| 11.                                                          | 「Dry Martini」        | 松本隆（※M-4，作詞: 大津あきら ） | 矢沢永吉   | 4:05 |
| 合計時間:                                                    | 合計時間:              | 45:56                             |            |      |

### 楽曲解説
1. Anytime Woman
先行シングル曲。
2. 長い黒髪
3. アンジェリーナ
シングル「Anytime Woman -English Version-」カップリング曲。本作発売前に先行シングルカット。
4. 切り札を探せ
5. 銀のネックレス
6. 流星（ながれぼし）
7. ため息
8. ホテル・マムーニア
9. 優しいコヨーテ
10. 裸身
11. Dry Martini